# Rudolfinum (Cheb)
Rudolfinum byla rozlehlá školní budova v Chebu. Postavena byla za účelem naplnění zákonných povinností v oblasti vzdělávání v 70. letech 19. století v klasicistním slohu s prvky římské antiky na fasádě. Stavba byla pojmenována na počest korunního prince Rudolfa. Budova byla v 90. letech 20. století zbořena pro havarijní stav.